# Simeó Peiró Frasquet
Simeó Salvador Peiró Frasquet (Potries, 23 de març de 1903- 3 d’octubre de 1979) fou un metge rural amb grans coneixements d’arqueologia, per ser la seua gran afició.

## Biografia
Naix dintre d'una acamodada família, i va ser el fill major del matrimoni format per Simeó Peiró Gregori (fill del propietari del molí de l'Alfàs o dels Frares de Potries), i Dolores Frasquet Pastor (filla d'un ric propietari de Rafelcofer).
La primera educació la va rebre als Franciscans d'Ontinyent, i després estudià el batxillerat i la carrera universitària, a València. Estudià medicina a la Universitat de València i va exercir com a metge rural durant gran part de la seua vida, tant a la província d'Alacant (Beniarrés, Elx), com a la de València (Lloc Nou de Sant Jeroni, Castellonet o Potries).
Acabada la carrera es va casar amb Adela Alemán, murciana, i es van instal·lar a Beniarrés, com a metge rural fins que va esclatar la Guerra Civil. En aquest moment ja havien nascut els seus tres fills grans: Francisco, Mari Lola i Adela.
Durant la Guerra Civil va ser destinat als hospitals de campanya. A més de curar els ferits, es va dedicar a rescatar les obres d'art de les esglésies dels pobles per on passaven, i fer-les arribar al Museu del Prado primer, i després als centres de la zona republicana a on poguessin ser salvades.
Una volta finalitzada la guerra, va néixer el seu quart fill, Simeó, i el matrimoni decideix instal·lar-se en un poble gran per poder donar als fills una educació millor sense haver-los d'enviar fora, motiu per el qual acaba residint a la ciutat d'Elx.
Fou amic d'arqueòlegs reconeguts com ara Alejandro Ramos Folqués, o Lluis Pericot Garcia. Aquestes amistats i el seu gran interés per l'arqueologia el duen a conéixer molt bé els jaciments de la comarca de la Safor.
Fou cronista del seu poble des de julio de 1956, i va salvar de la desaparició una tomba neolítica que va aparèixer en ser desmuntat un hort de tarongers.
Morí amb 76 anys al seu poble natal.

## Arqueòleg aficionat
Simeó Peiró Frasquet fou la primera persona que escrigué al voltant del jaiciment arqueològic del Neolític existent a Potries, una necròpolis situada molt a prop del riu Serpis. A més de fer la premera referència escrita a aquest jaiciment, aquest arqueòleg aficionat, informà d'un primer jaiciment en la partida Casfosca-Horteta, associat a ritus funeraris del eneolític, amb tombes de tipus túmul, restes d'óssos humanbs i material lític, destacant tres destrals de pedra pulimentada. També trobà restes de ceràmica negra decorada amb motius geomètrics, bandes i triangles; encara que no són aquestes les úniques restes o traballes que aquest arquòleg aficonat feu.
Presentà informes de les seues troballes a diversos congresos d'arqueòlegs, destacant:
*Una ponència sobre històries locals al Congrés arqueològic del sud-est espanyol de 1949
*Una ponència sobre la casa fosca de potries y sus excavaciones, al Congres arqueològic del sudeste espanyol de 1951

A més, la seua vocació i el seu treball com a arqueòleg aficionat ha sigut reconeguda en publicacions especialitzades com al llibre "La labor del Servicio de Investigación Prehistórica y su Museo en el pasado año 1981" en el qual, a les pàgines 140-141, es diu:
| « | Excavaciones de urgencia en la villa romana de «La Campina», de Potríes Desde la década de los cuarenta se tenía conocimiento de la presencia de restos romanos en las partidas de «La Campina » y de «La Catorcena», ambas en término municipal de Potríes, merced a las investigaciones efectuadas por don Simeón Peiró Frasquet, que en una somera noticia dio a conocer la existencia de muros con revestimiento rojo, terra sigillata gris y anaranjada, tégulas y ánforas, además de otras cerámicas de clasificación imprecisa. Pero todo este material se perdió ... Ante la existencia del riesgo de destrucción de los restos que pudieran quedar y a la vista de los hallazgos superficiales realizados recientemente y antes por el señor Peiró Frasquet, la Dirección del Servicio dispuso la realización de unas excavaciones de urgencia, cuyos trabajos se iniciaron el día 27 de diciembre de 1980, teniéndose que suspender las tareas a los dos días debido al mal tiempo, no reanudándose hasta el 3 de enero último, concluyéndose el día 5 siguiente... | » |